# Хендерсон (округ, Северная Каролина)
Округ Хендерсон (англ. Henderson County) располагается в США, штате Северная Каролина. По состоянию на 2012 год, численность населения составляла 108 266 человек. Был образован 15-го декабря 1838 года, получил своё название в честь американского судьи и юриста Леонарда Хендерсона (1772—1833).

## География
По данным Бюро переписи США, общая площадь округа равняется 971 км², из которых 969 км² суша и 3 км² или 0,28 % это водоёмы.

## Население
По данным переписи населения 2010 года в округе проживает 106 740 жителей в составе 45 180 домашних хозяйств и 28 613 семей. Плотность населения составляет 92,00 человека на км2. На территории округа насчитывается 42 996 жилых строений, при плотности застройки около 44-х строений на км2. Расовый состав населения: белые — 94,50 %, афроамериканцы — 3,30 %, коренные американцы (индейцы) — 0,40 %, азиаты — 0,80 %, гавайцы — 0,00 %, представители других рас — 0,90 %, представители двух или более рас — 0,00 %. Испаноязычные составляли 8,70 % населения независимо от расы.
В составе 25,60 % из общего числа домашних хозяйств проживают дети в возрасте до 18 лет, 54,10 % домашних хозяйств представляют собой супружеские пары проживающие вместе, 9,90 % домашних хозяйств представляют собой одиноких женщин без супруга, 32,20 % домашних хозяйств не имеют отношения к семьям, 28,30 % домашних хозяйств состоят из одного человека, 22,00 % домашних хозяйств состоят из престарелых (65 лет и старше), проживающих в одиночестве. Средний размер домашнего хозяйства составляет 2,33 человека, и средний размер семьи 2,78 человека.
Возрастной состав округа: 20,80 % моложе 18 лет, 6,30 % от 18 до 24, 25,90 % от 25 до 44, 26,70 % от 45 до 64 и 26,70 % от 65 и старше. Средний возраст жителя округа 46 лет. На каждые 100 женщин приходится 93,80 мужчин. На каждые 100 женщин старше 18 лет приходится 90,50 мужчин.
Средний доход на домохозяйство в округе составлял 43 013 USD, на семью — 44 974 USD. Среднестатистический заработок мужчины был 31 845 USD против 23 978 USD для женщины. Доход на душу населения составлял 33 500 USD. Около 6,80 % семей и 9,70 % общего населения находились ниже черты бедности, в том числе — 14,50 % молодежи (тех, кому ещё не исполнилось 18 лет) и 8,30 % тех, кому было уже больше 65 лет.